# Tudor Gheorghe
Tudor Gheorghe (ur. 1 sierpnia 1945 w Podari, w okręgu Dolż na Wołoszczyźnie) – rumuński wokalista i aktor. Znalazł się na 76. pozycji listy największych Rumunów wszech czasów (Mari Români), powstałej w 2006 r.
Jego ojciec był więźniem politycznym w mieście Aiud.
W czasach rządów komunistycznych Tudor Gheorghe napotykał szereg przeszkód ze strony reżimu, występy artysty były cenzurowane, a w 1979 roku, po premierze koncertu "Pe-un franc poet", jego działalność artystyczna została zakazana, aż do rewolucji w grudniu 1989, kiedy powrócił na estradę. Obecnie mieszka w Krajowej.
W 1980 roku zagrał rolę w filmie Labirintul.